# Spopad pri Waters Creeku
Spopad pri Waters Creeku je bil manjši spopad, ki se je zgodil 8. marca 1781 med ameriško revolucionarno vojno. Odvil se je blizu jezera Mariners' v Newport News, Virginia med skupino lokalnih Patriotskih milic in britansko vojsko.

## Ozadje
Zvezna država Virginia večino ameriške revolucionarne vojne ni bila prizorišče pomembnejših vojaških dejavnosti. To se je začelo spreminjati oktobra 1780 s prihodom 2.500 vojakov britanske vojske pod poveljstvom brigadnega generala Alexandra Leslieja. Te čete so vzpostavile utrjen položaj v Portsmouthu, Virginia in začele napadati območje zaradi oskrbe z živežem. Vendar jim je generalpodpolkovnik Charles, grof Cornwallis novembra ukazal, naj zapustijo postojanko. Januarja 1781 je v Virginijo prispelo še 1.600 vojakov, tokrat pod poveljstvom izdajalca Benedicta Arnolda. Po bliskovitem napadu na glavno mesto zvezne države, Richmond, Virginija, se je Arnold in njegovi možje naselili v zimskih bivališčih v Portsmouthu.
Arnoldovo prisotnost v Portsmouthu je spremljala lokalna milica Patriotov, ki se je izkazala za odgovorno na napade in oskrbovalne odprave, ki jih je poslal. Zgodaj 8. marca je Arnold poslal približno 300 mož na napadalno odpravo na območje Newport News. Vodil jih je podpolkovnik Thomas Dundas, vodja polka, znanega kot 80. pešpolk (Kraljevi edinburški prostovoljci), vključevali pa so tudi četo mož iz John Graves Simcoejevih Kraljičinih rangerjev.
Ko je bila milica opozorjena na Dundasovo odpravo, je polkovnik Francis Mallory, prebivalec Hamptona v Virginiji, organiziral opozicijo. Mallory je bil pred kratkim izpuščen iz kratkega zapora na ladji Kraljeve mornarice v okviru izmenjave ujetnikov in je bil opozorjen, naj se ne loti več orožja. Obveščevalni podatki, pridobljeni v tem času, so ga pripeljali do sklepov o verjetni poti odprave, zato je poskušal postaviti zasedo na mestu, imenovanem Tompkins' Bridge, ki je prečkal potok med Hamptonom in okrožjem York, Virginia.

## Spopad
Milica je razdelila svoje sile, pri čemer je konjenica vodila napad s fronte, medtem ko je pehota streljala z boka. Polkovnik Mallory je bil v napadu ubit, potem ko je bil ranjen s strelom, sabljo in bajonetom. Milicam je uspelo zadržati britanske sile in jih prisiliti, da so se umaknile na rt Newport News in sčasoma na svoje čolne. Med umikom je bil stotnik Brown ranjen in ostal zadaj.